# Robe noire du chat
« Chat noir » redirige ici. Pour les autres significations, voir Chat noir (homonymie).
« Chat noir » redirige ici. Pour l’article homophone, voir Chanoir.
Robe du chat
La robe noire du chat est due aux poils noirs et à la peau également pigmentée.
L'apparition des poils noirs est codée par le gène B dont on reconnaît trois allèles. La couleur noire est souvent réduite au chat unicolore noir, cependant, elle peut se marier avec tous les patrons de robe de chat.
La robe unie noire du chat est associée en Occident à de nombreuses superstitions ; par exemple, dans beaucoup des pays, croiser un chat noir porterait malheur.
Les anarchistes ont fait du chat noir un de leurs symboles.

## Description
Pour un article plus général, voir Robe de chat.
La robe de couleur noire s'exprime de façon différente selon les patrons. Un chat uni sera entièrement de couleur noire, avec des coussinets et le nez noir. Un chat tabby noir peut présenter des marques noires sur fond marron (appelé brown tabby) ou des marques noires sur fond gris argenté (appelé black silver tabby) ; le nez est alors de couleur brique. Par l'action du motif colorpoint, la couleur peut être rejetée sur le visage, la queue et les pattes : cette couleur est appelée seal point.
La robe noire sous toutes ses formes représente 31,3 % des chats de races enregistrés au LOOF entre 2003 et 2012. En effet, le seal point représente 6,1 % des chats de races, le brown blotched tabby 3,3 %, le noir uni 2,8 %, le black silver shaded 2,8 %, black chinchilla 2,3 %, brown spotted tabby 2,3 %, brown mackerel tabby 1,9 %, brown blotched tabby & blanc 1,8 %, seal tabby point 1,7 %, noir et blanc 1,7 %, brown mackerel tabby & blanc et black silver blotched tabby (1,6 % chacun), black golden shaded 1,4%.

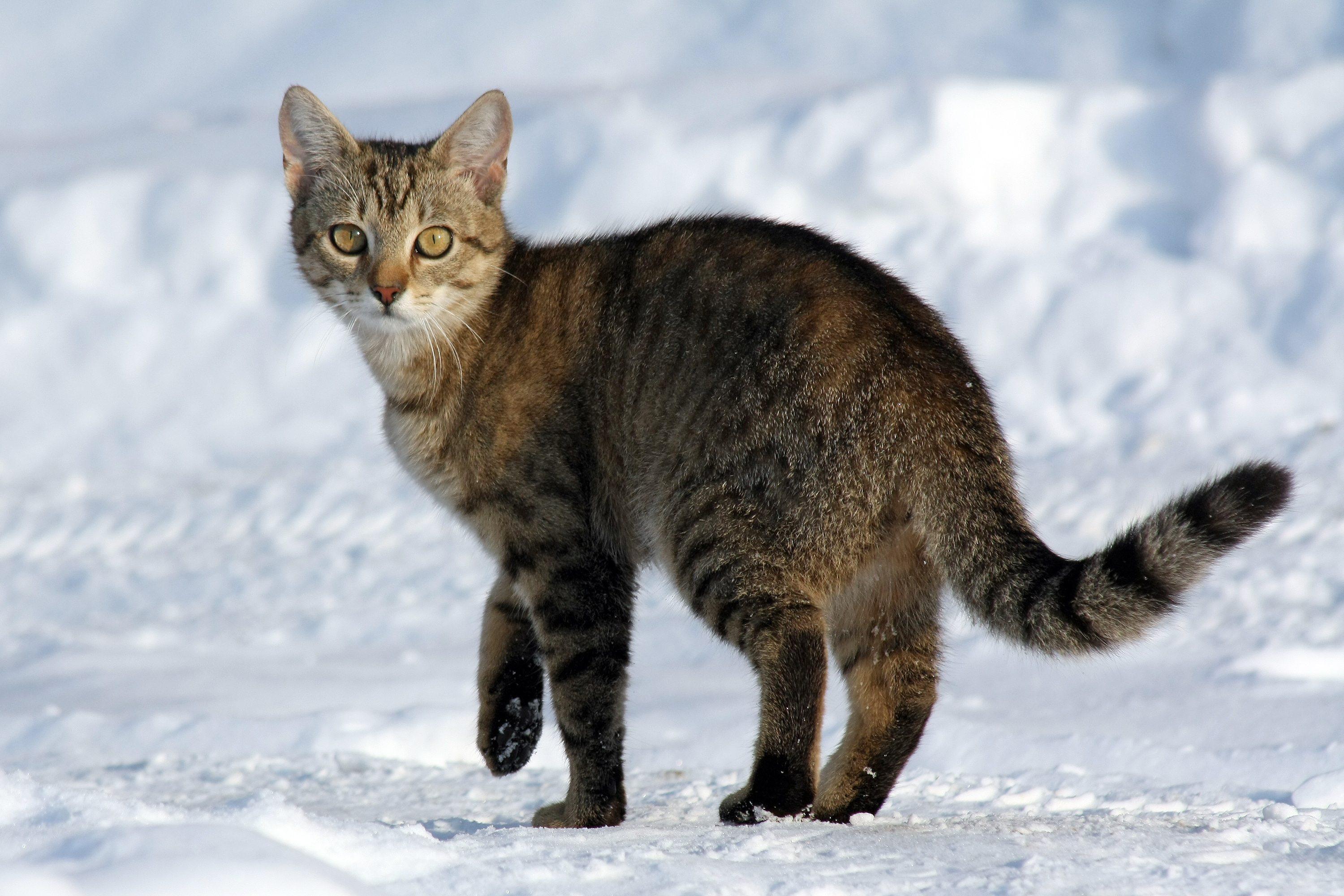
Brown tabby.
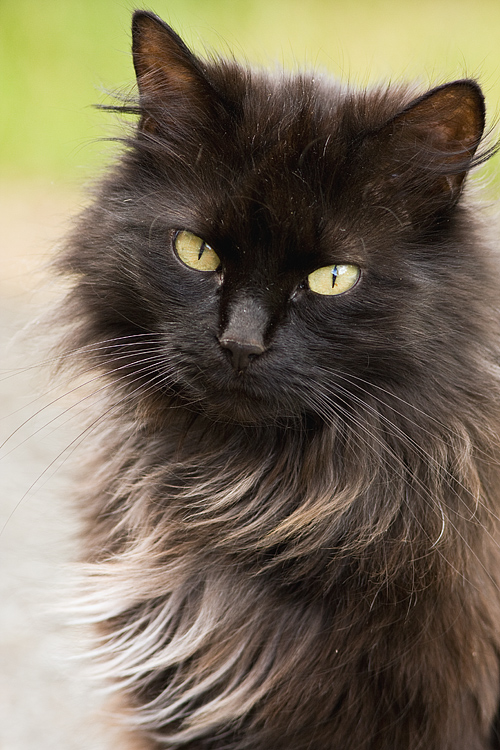
Smoke.
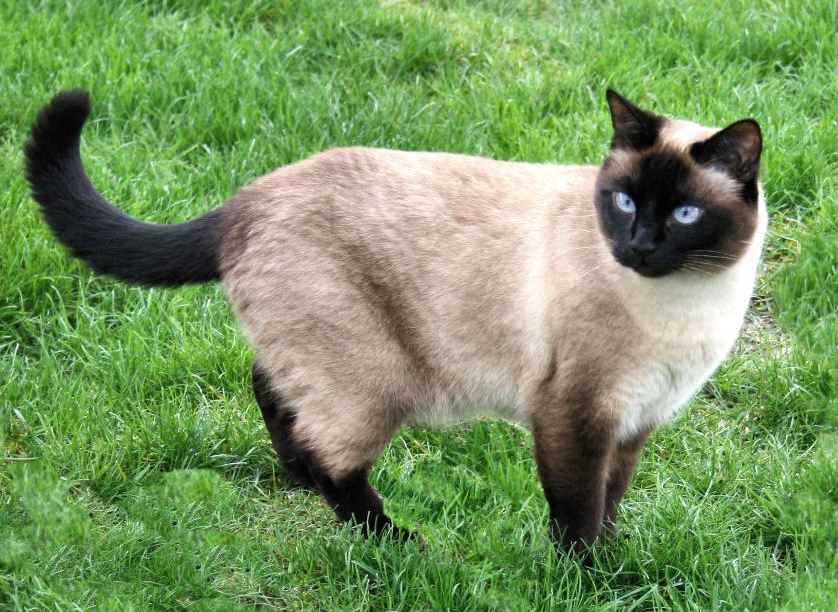
Seal point.
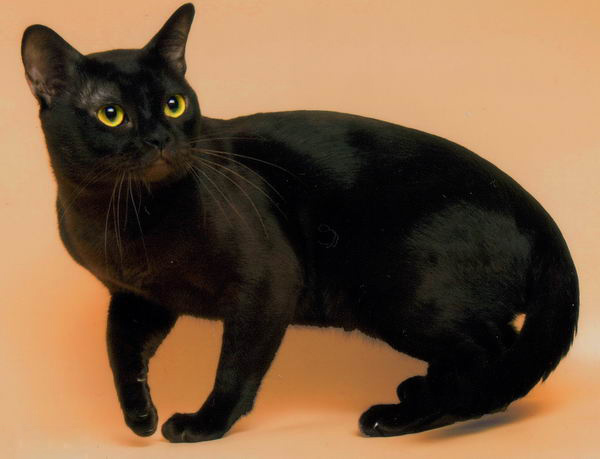
Sepia.
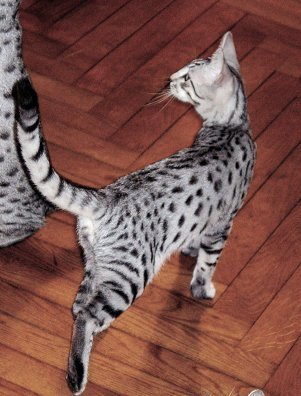
Silver.
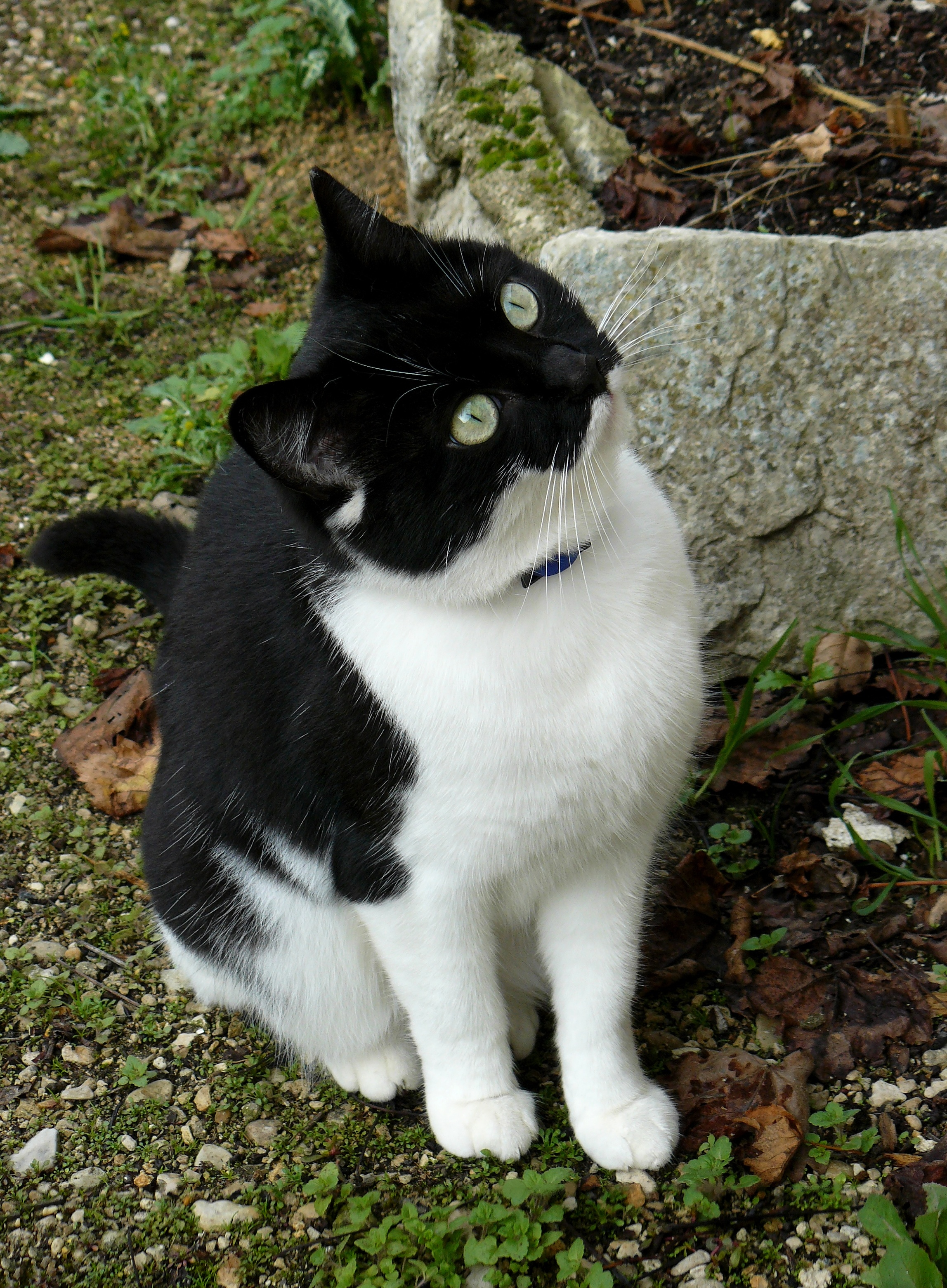
Bicolore.

## Félinotechnie

### Nomenclature et classification

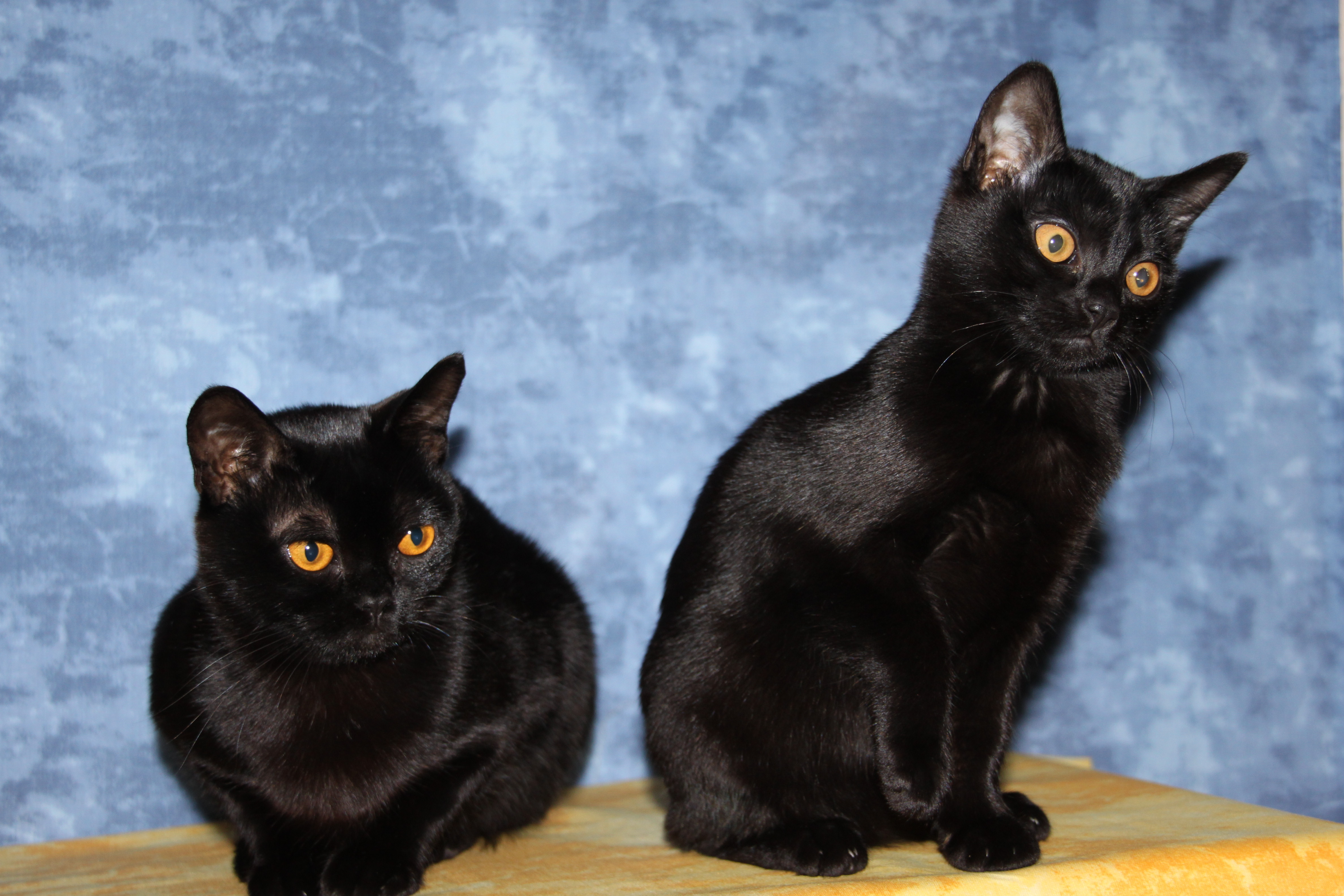
Le bombay est la seule race qui admet uniquement la robe noire unie.

Dans le milieu de l'élevage félin francophone, la nomination d'une robe de chat est traditionnellement composée d'un mélange de termes anglais et français. Ainsi les couleurs sont directement traduites en français : noir (black), bleu (blue), roux (red), etc.

## L'humain et le chat noir

### Les chats noirs dans l’histoire, symbolisme

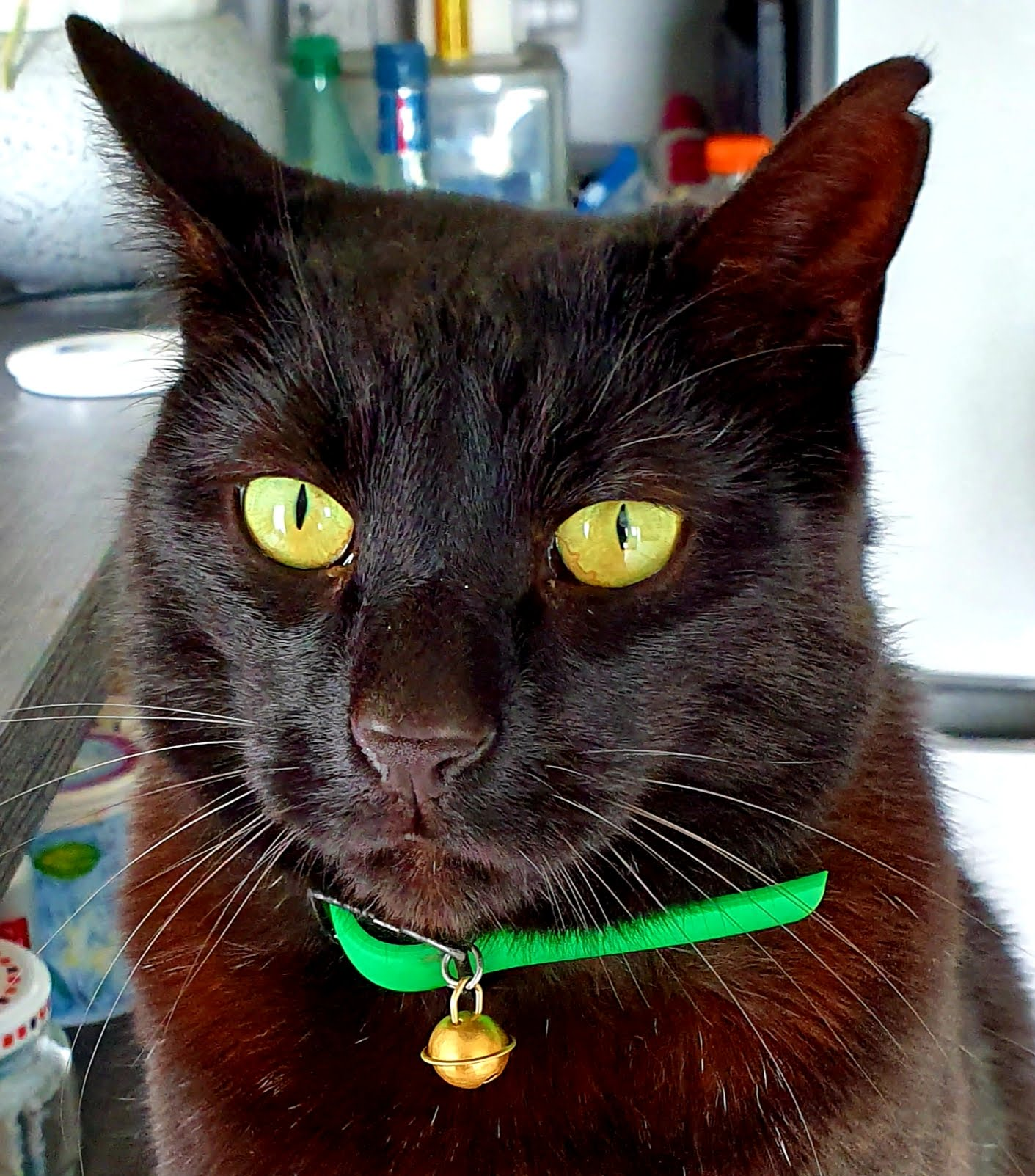
Chat noir.

Les chats noirs portent un symbolisme  très répandu dans les sociétés humaines. Selon une superstition courante, les chats noirs portent malheur. Néanmoins, cette superstition ne s'applique pas dans quelques pays ; au contraire, aux îles Britanniques, le chat noir en général porte bonheur. Au Japon, il porte bonheur, signe de chance et de prospérité. En Allemagne, il dépend de la direction que le chat passe ; il porte malheur s'il passe de la droite à la gauche, mais bonheur vice versa.
Dans l'Égypte ancienne, les chats étaient vénérés, les chats noirs y compris. Dans une légende livrée par Césaire de Heisterbach, on attribue à un éthiopien l'image du Diable, et les chats noirs, lui ressemblant, sont vus comme ses serviteurs.
Dans l’Europe catholique, les chats noirs étaient considérés comme des incarnations du Diable depuis la bulle Vox in Rama fulminée en 1233 par le pape Grégoire IX, créateur de l’Inquisition médiévale.
Les chasses aux sorcières, qui débutent à la fin du Moyen Âge, s’amplifient à la Renaissance . Au XVIe siècle le manuel inquisitorial Malleus Maleficarum affirme que les sorcières peuvent se transformer en chats pour leurs expéditions nocturnes. Les personnes qui avaient un chat noir étaient accusés de sorcellerie. Les chats noirs étaient aussi persécutés ; ils étaient parfois brûlés vifs avec leur propriétaire.
Une tache blanche trouvée sur la fourrure noire du chat était appelée « le doigt de Dieu » et pouvait sauver le chat noir du destin tragique qui pouvait être le sien jusqu'au début du XVIIIe siècle,. Les chats noirs étaient les principaux acteurs de la tradition du sabbat des chats, réunion nocturne dans laquelle les chats répondaient à l'appel du Diable pour une cérémonie de sorcellerie animale, à l'instar du sabbat des sorciers.
Un rituel datant de l’Antiquité consistait, lors de la construction d’un bâtiment, à sacrifier un être vivant qu’on emmurait dans les soubassements pour garantir sa solidité et assurer sa protection. Ce rituel a été repris dans de nombreuses légendes dont beaucoup concernent des enfants ensevelis sous des ponts.
Si les sacrifices humains réels ont disparu au fil du temps, l'emmurement d'animaux, fréquemment des chats ou des coqs noirs, a perduré au moins jusqu'à la Renaissance, et était destiné à payer tribut le Malin (le Diable),. Ainsi, lors de travaux d’archéologie ou de restauration, on a trouvé des chats que la pierre et le temps avaient conservés momifiés, desséchés, par exemple dans une partie édifiée au XVIe siècle du château de Saint-Germain-en-Laye,, ou une tour de la même époque au château de Combourg.
La mauvaise réputation du chat noir traversa l’Atlantique avec la chasse aux sorcières, dont l’exemple le plus connu est celui des sorcières de Salem.
Au début du XXe siècle il est présent, accompagnant la sorcière sur son balai, dans les représentations des livres pour enfants.

Le chat noir de Ralph Chaplin, symbole de l'anarcho-syndicalisme

Le chat noir, représenté hérissé et toutes griffes dehors, est repris par le symbolisme anarchiste, en particulier celui de l'anarcho-syndicalisme depuis les grandes grèves de 1906. Il a été représenté par Ralph Chaplin, figure de premier plan dans les Industrial Workers of the World (IWW). Comme son attitude agressive le suggère, le chat - appelé en anglais wild cat - évoque des idées telles que des grèves sauvages, sabotage et syndicalisme radical.

### Tempérament attribué
Une légende urbaine attribue aux chats un tempérament différent selon leur couleur. Ainsi, dès 1895, R. S. Huidekoper écrit dans The Cat que le chat bicolore noir et blanc « tend à devenir gros et indolent bien plus que les autres chats et est prédisposé à devenir misérable et loqueteux ».
Les précédentes descriptions relèvent de l'opinion personnelle et de la superstition. Certains scientifiques ont proposé une théorie pour tenter de lier comportement et phénotype. La prédominance des chats noirs ou noir et blanc dans les milieux urbains pourrait être reliée à une sociabilité plus importante. Les chats en milieu urbain ont des territoires plus petits et des interactions plus importantes avec les individus de leur espèce : une propension à être sociable éviterait le stress et permettrait par exemple un meilleur élevage des jeunes.
Au XVIIe siècle, les couleurs les plus populaires chez les chats de ville étaient le blanc et noir, le bleu et blanc et le noir.

### Chats bicolores célèbres et de fictions

#### Chats célèbres
Quelques chats célèbres se démarquent par leur robe bigarrée, sans qu'elle soit la cause de leur célébrité. Trim, tuxedo noir et blanc, est le premier chat à avoir fait le tour de l'Australie avec son maître le cartographe Matthew Flinders en 1801.
Au Royaume-Uni, deux chats noirs et blancs ont servi en tant que Chief Mouser to the Cabinet Office : Humphrey et Sybil.
Socks est le tuxedo noir et blanc de Bill Clinton. Véritablement traqué par les paparazzi, il a inspiré un livre (Socks goes to Washington d'André Suarès et Michael O'Donoghue) et reçu de nombreuses invitations et propositions de saillies. Bill Clinton s'en sépara une fois ses deux mandats de présidents effectués.

#### Chats de fiction
Austin est un chat noir et blanc au rôle récurrent dans une série de livres de Tanya Huff, Gareth est un chat noir avec un ânkh blanc sur la poitrine dans Time Cat de Lloyd Alexander et Pluton est un chat noir avec un médaillon blanc qui apparaît dans la célèbre nouvelle Le Chat noir d'Edgar Allan Poe,.
Dans le domaine de la bande-dessinée, Hercule, noir et blanc a été adapté en série télévisée. Moins connu, le chaton noir et blanc Poussy fut inventé par Peyo.
Aussi présent dans les séries, on peut le voir dans Sabrina, l'apprentie sorcière, sous plusieurs adaptations, le personnage du chat noir Salem est toujours apparu comme « magique », grâce au fait qu'il pouvait parler tel un humain.
En ce qui concerne les dessins animés, Félix le Chat qui a seulement la face partiellement blanche est assurément le plus ancien et fameux chat et le chat noir et blanc le plus célèbre est sûrement Sylvestre le chat connu comme « Gros Minet ». Dans l'univers Disney, Pat Hibulaire l'ennemi juré de Mickey est un chat noir même si ces versions modernes le représentent plus souvent habillé. Figaro, initialement créé pour Pinocchio, a ensuite fait partie de l'univers de Mickey Mouse. Parmi les rôles secondaires, figurent entre autres Mitaine, dans Volt, star malgré lui, qui est une chatte tuxedo noire et blanche.
Au cinéma, les chats bicolores font de nombreuses apparitions comme Ayatollah, chat noir et blanc, dans Diva de Jean-Jacques Beineix.
En animation japonaise, dans le film Kiki la petite sorcière par Hayao Miyazaki, en 1989, un chat noir, à la personnalité sarcastique, apparait sous le nom de Jiji (ジジ).
Dans le domaine des légendes, le Cat Sìth est un chat imaginaire écossais pouvant se transformer en sorcière ; il est noir avec une tache blanche sur la poitrine. Le nom a par la suite été repris dans Final Fantasy VII pour le personnage d'un chat en peluche, lui aussi noir et blanc. Le maneki neko, symbole de chance au Japon, est le plus souvent représenté comme une chatte calico.

### Origines des mythes autour des chats noirs

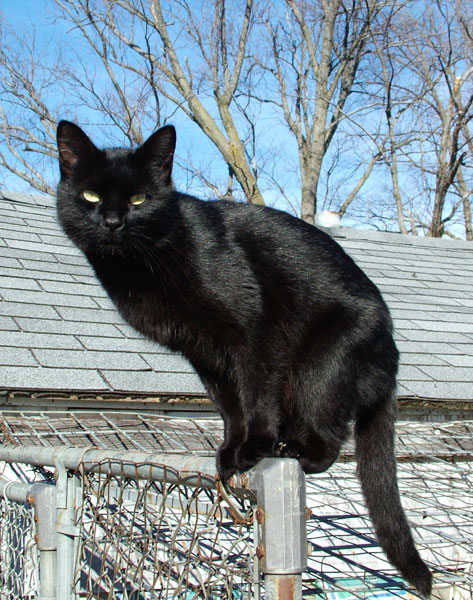
Photo d'un chat noir.

Les chats noirs ont souvent fait parler d’eux depuis leur apparition. Synonymes de bonheur, ou de malheur, nombreux sont les mythes et croyances qui tournent autour d’eux. Longtemps, ils ont été associés aux sorcières, représentant leur fidèle compagnon. Ces-derniers leur permettaient même de pouvoir se réincarner lorsqu’elles étaient brûlées au bûcher selon les légendes . Les craintes liées à cet animal commenceraient à émerger dans le temps médiéval, lors des chasses aux sorcières. L'église est en pleine chasse contre les sectes et aurait surpris de nombreuses fois, lors de rituels sataniques, des sorcières entourées de chats noirs.
Le Pape Grégoire IX déclare en 1233 dans son Vox in Rama que les chats sont les instruments du diable, et plus particulièrement les chats noirs. Le Vox In Rama est « le premier texte ecclésiastique officiel qui affirme la réalité de cérémonies maléfiques secrètes organisées par des hérétiques avec la participation du Diable ».